# Awaiting
Awaiting er en eksperimentalfilm fra 2006 instrueret af Sami Saif efter eget manuskript.

## Handling
Sami Saif beskriver »Awaiting« som en tanke på det uundgåelige. »Awaiting« er en lyrisk skildring af menneskets venten og forventning som et grundvilkår for den menneskelige eksistens.